# Gambito de dama (miniserie)
Gambito de dama (en inglés: The Queen's Gambit) es una miniserie de televisión dramática estadounidense basada en la novela del mismo nombre de 1983 de Walter Tevis.La serie fue escrita y dirigida por Scott Frank, quien creó la miniserie con Allan Scott, propietario de los derechos del libro. A partir de mediados de la década de 1950 y hasta la década de 1960, la historia sigue la vida de Beth Harmon (Anya Taylor-Joy), una prodigio del ajedrez estadounidense en su ascenso a la cima del mundo del ajedrez mientras lucha contra la dependencia de las drogas y el alcohol. 
Lanzada en Netflix el 23 de octubre de 2020,se convirtió en la miniserie con guion más vista de Netflix, lo que la convirtió en el programa principal de Netflix en 63 países.  La serie recibió elogios de la crítica, con elogios especiales por la actuación de Taylor-Joy, la cinematografía y los valores de producción. También recibió una respuesta positiva de la comunidad del ajedrez por sus descripciones, a menudo precisas, del ajedrez de alto nivel, y los datos sugieren que aumentó el interés del público en el juego. 
The Queen's Gambit ganó once premios Primetime Emmy, incluida la Mejor Serie Limitada o de Antología, convirtiéndose en el primer programa de un servicio de streaming en ganar la categoría. La serie recibió dos premios Globo de Oro: mejor miniserie o telefilme y mejor actriz de miniserie o telefilme para Taylor-Joy, quien también fue nominada al premio de la Crítica Televisiva a la mejor actriz en película/miniserie y al premio del Sindicato de Actores a la mejor actriz de televisión - miniserie o telefilme.

## Sinopsis
Gambito de dama es una historia ficticia que sigue la vida de una huérfana prodigio del ajedrez, Beth Harmon (Anya Taylor-Joy), durante su búsqueda para convertirse en la mejor jugadora de ajedrez del mundo mientras lucha con problemas emocionales y dependencia de las drogas y el alcohol. La historia comienza a mediados de la década de 1950 y continúa hasta la de 1960.
La serie comienza con la muerte de la madre de Beth en un accidente automovilístico. A partir de este suceso, Beth termina en un orfanato de niñas donde conoce a Jolene (Moses Ingram), una niña vibrante y amigable unos años mayor que ella; Helen Deardorff (Christiane Seidel), la mujer que dirige el orfanato; y el Señor Shaibel (Bill Camp), el conserje que enseña a Beth sus primeras lecciones de ajedrez. Como era común durante la década de 1950, el orfanato distribuye diariamente pastillas tranquilizantes a las niñas, lo que se convierte en una adicción para Beth. Unos años más tarde, es adoptada por Alma Wheatley (Marielle Heller) y su esposo, un matrimonio que vive en Lexington, Kentucky. Ya en su nuevo hogar, Beth se inscribe en torneos de ajedrez a pesar de que no tiene experiencia previa en competiciones oficiales. Para sorpresa de todos, la joven empieza a ganar muchas partidas y a sobresalir, lo que le ayuda a desarrollar amistad con varias personas, entre ellas Harry Beltik (Harry Melling), Benny Watts (Thomas Brodie-Sangster) y Townes (Jacob Fortune-Lloyd). A medida que continúa ganando juegos y obtiene popularidad, Beth se vuelve cada vez más dependiente de las drogas y el alcohol, y comienza a perder el control de su vida.

## Reparto
- Anya Taylor-Joy como Beth Harmon.

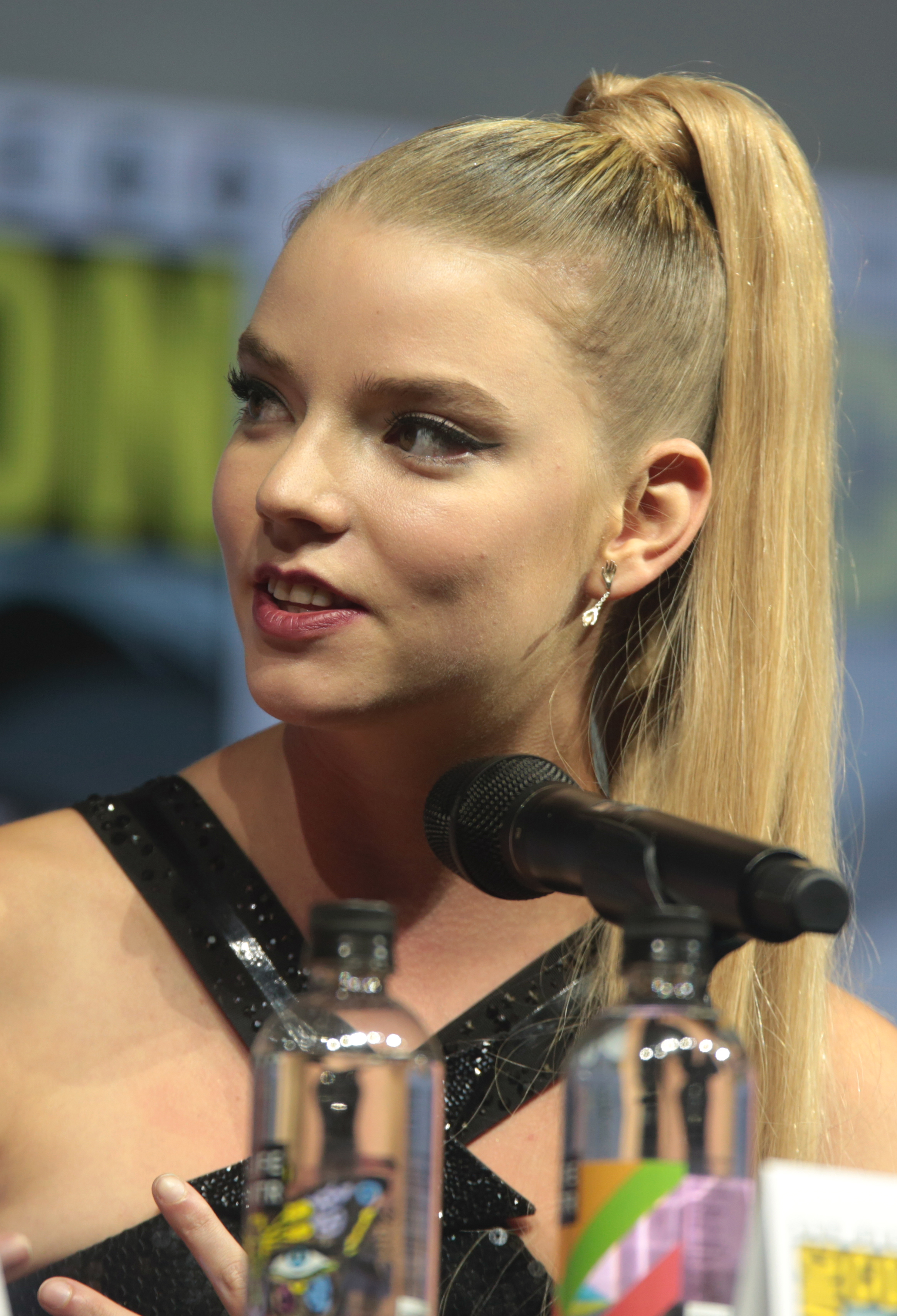
Anya Taylor-Joy en 2018.

  - Isla Johnston como la joven Beth.
  - Annabeth Kelly como Beth de cinco años.
- Bill Camp como William Shaibel, el conserje del Hogar de Niñas Methuen que le enseña a Beth a jugar al ajedrez.
- Marielle Heller como Alma Wheatley, quien con su esposo adopta a Beth cuando era una joven adolescente.
- Thomas Brodie-Sangster como Benny Watts, un amigo y uno de los principales competidores de Beth.
- Moses Ingram como Jolene, una compañera huérfana en el Hogar Methuen.
- Harry Melling como Harry Beltik, un amigo y uno de los competidores de Beth en Kentucky.
- Marcin Dorocinski como Vasily Borgov, el jugador de ajedrez campeón del mundo ruso y el competidor más feroz de Beth.
- Christiane Seidel como Helen Deardoff, la directora del Hogar de Niñas Methuen.
- Rebecca Root como la señora Lonsdale, profesora y directora del coro de niñas del Hogar Methuen.
- Jacob Fortune-Lloyd como Townes, un compañero de ajedrez por quien Beth desarrolla un amor no correspondido debido a su homosexualidad.
- Chloe Pirrie como Alice Harmon, la madre biológica fallecida de Beth.
- Akemnji Ndifornyen como el señor Fergusson, ayudante del Hogar de Niñas Methuen.

### Secundarios
- Patrick Kennedy como Allston Wheatley, esposo de Alma y padre adoptivo distanciado de Beth.
- Sergio Di Zio como el padre biológico de Beth.
- Dolores Carbonari como Margaret Neil, compañera de secundaria de Beth.
- Matthew Dennis Lewis como Matt
- Russell Dennis Lewis como Mike
- Richard Waugh como el señor Bradley, dueño de una tienda en Lexington, Kentucky.
- Eloise Webb como Annette Packer
- Ryan Wichert como Hilton Wexler
- Millie Brady como Cleo
- Janina Elkin como la señora Borgov, esposa y traductora de Vasily Borgov
- Marcus Loges como Luchenko

## Episodios
| N.º | Título                                         | Dirigido por | Escrito por | Fecha de emisión original |
| --- | ---------------------------------------------- | ------------ | ----------- | ------------------------- |
| 1 | «Aperturas» (en inglés: «Openings»)            | Scott Frank  | Scott Frank | 23 de octubre de 2020     |
| Elizabeth Harmon queda huérfana a los 9 años cuando su madre muere en un accidente automovilístico en New Circle Road. Posteriormente, la llevan a Methuen Home for Girls. En el orfanato, a los niños se les dan pastillas tranquilizantes para que sean más obedientes. Mientras quita el polvo de las gomas de borrar en el sótano, Beth descubre al custodio, el Sr. Shaibel, estudiando ajedrez por su cuenta. Después de reiteradas solicitudes, y demostrando que ella ya aprendió cómo se mueven las piezas observándolo, él accede a regañadientes a enseñarle el juego. Mejora rápidamente, gracias a su inteligencia espacial y abuso de los tranquilizantes que alteran la mente, que le permiten concentrarse y visualizar juegos de ajedrez en el techo sobre su cama. Cuando puede vencerlo regularmente, Shaibel le presenta al maestro del club de ajedrez de la escuela secundaria local, el Sr. Ganz, a quien también vence. Ganz la invita a jugar una exhibición de simultáneas contra todo su club. Después de que el estado aprueba una ley que prohíbe el uso de tranquilizantes en niños, Beth comienza a sufrir abstinencia. Con más de una pastilla tranquilizante de su amiga Jolene, Beth vence fácilmente a toda la clase de Ganz y luego le comenta a Shaibel sobre sus pobres habilidades de ajedrez y lo estimulante que es ganar. Todavía sufriendo de abstinencia, la atrapan robando un frasco del medicamento y se desmaya después de una sobredosis al tragar varios bocados de píldoras. |                                                |              |             |                           |
| 2 | «Intercambios» (en inglés: «Exchanges»)        | Scott Frank  | Scott Frank | 23 de octubre de 2020     |
| Beth es adoptada cuando era adolescente por la pareja de Lexington Alma y Allston Wheatley. Alma no está contenta, mientras que Allston está emocionalmente distante y con frecuencia se ausenta por su trabajo de ventas. En su nueva escuela secundaria, Beth es intimidada por las chicas populares del "Apple Pi Club" por su ropa monótona y su evidente inteligencia. Beth le roba tranquilizantes a su madre (del mismo tipo que le dieron en el orfanato) y nuevamente comienza a visualizar posiciones de ajedrez en el techo. También roba una revista de ajedrez y se entera del próximo Campeonato Estatal de Kentucky. Sin dinero, le escribe al Sr. Shaibel, quien le envía $5 para la tarifa de entrada. Sorprende a los organizadores repasando sus primeros juegos y se enamora de un joven llamado Townes. Después del segundo día del torneo, Beth llega a casa y descubre que Allston la ha abandonado a ella y a Alma. Beth teme que la envíen de regreso al orfanato, pero Alma le dice que mentirán para que pueda quedarse. Durante su juego final del torneo contra el campeón estatal Harry Beltik, Beth se pone nerviosa por su llegada tardía y corre al baño, donde toma una pastilla tranquilizante para ayudar a ganar el juego. Alma planea llevar a Beth a un torneo en Cincinnati, donde hay importantes premios en metálico en juego. |                                                |              |             |                           |
| 3 | «Peones doblados» (en inglés: «Doubled Pawns») | Scott Frank  | Scott Frank | 23 de octubre de 2020     |
| Beth gana el torneo en Cincinnati y le da a Alma el 15% del premio en metálico. Beth continúa faltando a la escuela mientras viaja a los torneos y rápidamente gana reconocimiento nacional por sus logros. También comienza a vestirse con más estilo a medida que aumentan sus ganancias. En la escuela, Beth es invitada a una reunión del "Club Apple Pi" por las chicas que inicialmente la habían rechazado. Pronto se da cuenta de que no tiene nada en común con ellos y, robando una botella de ginebra, escapa de regreso a casa. En 1966, Beth se dirige a Las Vegas para el US Open donde se reencuentra con Townes, ahora periodista que cubre el evento para el periódico Lexington. Regresan a su habitación de hotel donde Townes le toma fotos. Los dos juegan al ajedrez y comparten un momento breve e íntimo, pero son interrumpidos por el compañero de cuarto de Townes, quien Beth sospecha que también es su novio. Beth se va abruptamente antes de que Townes pueda explicar la situación. Beth se encuentra con el actual campeón nacional de EE. UU., Benny Watts, quien le señala un error en su juego contra Beltik. Beth se sorprende y vuelve a jugar su juego anterior, perdiendo su confianza. Experimenta su primera derrota profesional contra Watts al día siguiente y terminan el torneo como co-campeones. |                                                |              |             |                           |
| 4 | «Medio juego» (en inglés: «Middle Game»)       | Scott Frank  | Scott Frank | 23 de octubre de 2020     |
| Beth toma clases nocturnas de ruso en una universidad local. Asiste a una fiesta donde fuma marihuana y se acuesta con uno de los estudiantes. Dejada sola en el departamento vacío durante el fin de semana, se entrega a sí misma con más alcohol y drogas. Después de graduarse de la escuela secundaria, Beth viaja a un torneo internacional en la Ciudad de México con Alma. Beth compite contra varios jugadores internacionales, incluido el prodigio soviético de 13 años Georgi Girev, a quien derrota en un duro juego que dura dos días. Mientras está en un ascensor lleno de gente, Beth escucha una conversación entre el campeón mundial soviético Vasily Borgov y dos asociados que discuten su estilo de juego y sus posibles debilidades. Borgov comenta que es huérfana y sobreviviente como ellos. Beth luego juega con Borgov y pierde ante él en un juego intenso después de que él la sorprende con una apertura poco convencional. De vuelta en la habitación del hotel, Beth descubre que Alma ha muerto por sospecha de hepatitis, probablemente empeorada por su consumo excesivo de alcohol. Beth logra contactar a Allston en Denver, que no quiere tener nada que ver con los arreglos del entierro. Sin embargo, acepta que Beth se quede con la casa. Beth compra más tranquilizantes en una farmacia antes de volar a casa para organizar el entierro de Alma, ordenando su marca registrada Gibson como tributo. |                                                |              |             |                           |
| 5 | «Ataque doble» (en inglés: «Fork»)             | Scott Frank  | Scott Frank | 23 de octubre de 2020     |
| Beth regresa a su hogar en Kentucky y se reencuentra con Harry Beltik, quien asiste a la universidad y tiene sentimientos románticos por ella. Por sugerencia de Beth, se muda a la casa de Alma para acompañar a la ahora solitaria Beth. Los dos pasan tiempo entrenando y duermen juntos un par de veces hasta que Beltik se da cuenta de que la obsesión de Beth por el ajedrez siempre eclipsará cualquier relación que puedan tener. Los dos caminos se separan, ya que Beltik admite que su pasión por el juego ha disminuido. Beth conoce en la ciudad a Margaret, su antiguo torturador de la escuela secundaria, ahora casada poco después de graduarse. Ahora tiene una hija y se está convirtiendo rápidamente en alcohólica. Beth viaja al Campeonato de EE. UU. de 1967 en Ohio, donde se reúne con Benny Watts. La noche antes de que se enfrenten en el juego final, Benny desafía a Beth a varias rondas de ajedrez rápido por cinco dólares cada uno. Un estafador de ajedrez de velocidad experimentado, la golpea constantemente y la limpia de todo su dinero. Sin embargo, al día siguiente, Beth derrota a Benny para convertirse en la campeona de EE. UU. Los dos discuten el futuro de Beth en la competencia internacional. Benny, reconociendo que Beth necesita tanto un modelo a seguir como un entrenador, invita a Beth a entrenar con él para el Paris Invitational en la ciudad de Nueva York. |                                                |              |             |                           |
| 6 | «Aplazamientos» (en inglés: «Adjournment»)     | Scott Frank  | Scott Frank | 23 de octubre de 2020     |
| Beth viaja a Nueva York con Benny, donde él la entrena para el Paris Invitational. Él invita a dos jugadores fuertes, Hilton Wexler y Arthur Levertov para ayudar, junto con un amigo en común, una modelo francesa llamada Cleo, que rápidamente se hace amiga de Beth. Beth vence repetidamente a Benny, Wexler y Levertov en ajedrez rápido simultáneo, recuperando más de lo que Benny le quitó en Ohio. Beth y Benny duermen juntos, pero Benny arruina el ambiente hablando después de la estrategia de ajedrez para París. En el Paris Invitational, Beth avanza a la final contra Borgov. Cleo, que también está en París, invita a Beth a tomar algo. Beth vacilante se une a Cleo en el bar, lo que resulta en una juerga nocturna. Con resaca, Beth se queda dormida para la final y no puede concentrarse, perdiendo una vez más ante Borgov. Devastada, Beth rechaza a Benny su oferta de seguir quedándose con él en Nueva York para preparar el Moscow Invitational. En cambio, regresa a Kentucky. Al regresar a casa, su abogado se pone en contacto con ella y le dice que su padre adoptivo separado, Allston Wheatley, ahora tiene problemas para que ella viva en su casa. Él exige que desaloje, insistiendo en que no le dio la casa, a pesar de sus protestas. Beth le compra la casa y acepta pagar el capital de $ 7,000 pero restando el costo del arreglo del entierro para su madre adoptiva, Alma Wheatley. Sola, saca todas sus pertenencias de la casa y la redecora. Poco después, se sumerge en un atracón de drogas y alcohol que dura varios días, ignorando las llamadas telefónicas y el mundo exterior. Cumpliendo a regañadientes su compromiso de visitar el Campeonato del Estado de Kentucky, rechaza a su primera oponente en el torneo, Annette, antes de que Harry la confronte por su alcoholismo. Al día siguiente, Beth encuentra a su amiga de la infancia Jolene en la puerta de su casa. |                                                |              |             |                           |
| 7 | «Final» (en inglés: «End Game»)                | Scott Frank  | Scott Frank | 23 de octubre de 2020     |
| En un flashback al comienzo de la serie en 1957, Beth y su madre visitan a una persona, que se revela como el padre de Beth. La madre de Beth le ruega al padre de Beth que se haga cargo de su hija, pero él la rechaza y dice que es demasiado tarde. En el presente de 1968, Jolene y Beth asisten al funeral del Sr. Shaibel. Posteriormente, Beth vuelve a visitar el orfanato y se derrumba cuando descubre que Shaibel había seguido su carrera hasta su muerte. Jolene la ayuda a dejar de beber con un régimen de acondicionamiento físico. Beth rechaza la financiación de Christian Crusade para viajar al Moscow Invitational. Ella le pide a Benny que la ayude a financiarla, quien se niega. Jolene le presta el dinero y Beth llega al Moscow Invitational. Beth gana varios juegos, ganando muchos fanáticos del público ruso. En el juego final contra Borgov, Beth juega el papel de Reina; el juego se suspende después de cuarenta movimientos. Beth vuelve a conectarse con Townes, quien está cubriendo el torneo para el Lexington Herald-Leader. Beth recibe una llamada telefónica de Benny, quien reunió a Harry, Matt, Mike, Wexler y Levertov para analizar su juego con Borgov. Cuando el juego se reanuda esa noche, Beth puede visualizar el juego sin pastillas tranquilizantes y finalmente vence a Borgov luego de rechazar una oferta de empate. Beth es celebrada ampliamente por los lugareños reunidos fuera del lugar. En el camino de regreso al aeropuerto, Beth sale del auto y se dirige a un parque donde los hombres locales juegan al ajedrez. La reconocen y la saludan calurosamente, invitándola a jugar. |                                                |              |             |                           |

## Producción

### Desarrollo

La actriz Anya Taylor-Joy junto al productor William Horberg en el rodaje de The Queen's Gambit.

El 19 de marzo de 2019, Netflix encargó una serie basada en la novela del mismo nombre del autor Walter Tevis, compuesta por seis episodios. El director elegido fue Scott Frank, quien se encargó de crear la serie con Allan Scott. La pareja se encargó además de la producción ejecutiva junto a William Horberg. Gambito de dama fue lanzada el 23 de octubre de 2020 con siete episodios en lugar del orden original de seis episodios. Carlos Rafael Rivera compuso la partitura de la serie. El ex campeón mundial de ajedrez Garri Kaspárov y el entrenador de ajedrez Bruce Pandolfini actuaron como consultores.

### Casting y rodaje
Junto con el anuncio del pedido de la serie, se anunció que Anya Taylor-Joy iba a representar el papel principal. En enero de 2020 se informó que Moses Ingram se había unido al elenco de la serie. Tras el anuncio de la fecha de estreno, se anunció que Bill Camp, Thomas Brodie-Sangster, Harry Melling y Marielle Heller fueron elegidos para los papeles principales.
La fotografía principal comenzó en agosto de 2019 en Cambridge, Ontario. El rodaje también tuvo lugar en Berlín, incluyendo el Cine Internacional, el Zoológico de Berlín, Humana y el Friedrichstadt-Palast.

## Recepción

### Audiencia
El 28 de octubre de 2020, Gambito de dama se convirtió en la serie más vista del día en Netflix.
El 23 de noviembre de 2020, Netflix anunció —en su cuenta de Twitter— que Gambito de dama se había convertido en su miniserie más vista hasta ese momento. 62 millones de usuarios vieron la miniserie en los primeros 28 días desde su estreno el 23 de octubre de 2020. Por otra parte, Gambito de dama se posicionó en el top 10 en 92 países distintos y número 1 en 63 países.

### Crítica
En Rotten Tomatoes, la miniserie cuenta con un índice de aprobación del 100% basado en 32 reseñas, con una calificación media de 7,7 sobre 10. El consenso del sitio afirma: «Sus movimientos no siempre son perfectos, pero entre el rendimiento magnético de Anya Taylor-Joy, los detalles de la época increíblemente realizados y el guion emocionalmente inteligente, Gambito de dama es una victoria absoluta». Metacritic dio a la serie una puntuación media ponderada de 79 sobre 100 basada en 24 críticas, indicando «reseñas generalmente favorables».
Darren Franich de Entertainment Weekly le dio a la serie una B y elogió a la actriz principal: «Taylor-Joy sobresale en los momentos tranquilos, sus párpados se entrecierran mientras diezma a un oponente, todo su cuerpo se manifiesta en una desesperación furiosa cuando el juego se vuelve en su contra». Al revisar la miniserie para Rolling Stone, Alan Sepinwall le dio 3 de 5 estrellas, afirmando: «Un proyecto estéticamente hermoso con varias actuaciones excelentes, todo al servicio de una historia que comienza a sentirse acolchada mucho antes de que llegue el final». Caroline Framke de Variety escribió: «Gambito de dama logra personalizar el juego y a sus jugadores gracias a una inteligente narración y, en Anya Taylor-Joy, una actriz principal tan magnética que cuando mira por el lente de la cámara, su mirada de piedra amenaza con cortar a través de él».
La serie recibió elogios de la comunidad del ajedrez por su interpretación del juego y los jugadores. En una entrevista con Vanity Fair, la Gran Maestra Jennifer Shahade dijo que la serie «transmite por completo la precisión del ajedrez».

### Reconocimientos
| Año  | Ganador                          | Categoría                                             | Nominado(s)            | Resultado | Ref.          |
| ---- | -------------------------------- | ----------------------------------------------------- | ---------------------- | --------- | ------------- |
| 2021 | Premios de la Crítica Televisiva | Mejor miniserie o telefilme                           | Gambito de dama        | Ganadora  | [ 31 ]        |
| 2021 | Premios de la Crítica Televisiva | Mejor actriz en una miniserie o telefilme             | Anya Taylor-Joy        | Ganadora  | [ 31 ]        |
| 2021 | Premios de la Crítica Televisiva | Mejor actriz de reparto en una miniserie o telefilme  | Marielle Heller        | Nominada  | [ 31 ]        |
| 2021 | Premios Globo de Oro             | Mejor miniserie o telefilme                           | Gambito de Dama        | Ganadora  | [ 32 ]        |
| 2021 | Premios Globo de Oro             | Mejor actriz de miniserie o telefilme                 | Anya Taylor-Joy        | Ganadora  | [ 32 ]        |
| 2021 | Critics' Choice Awards           | Mejor actriz de miniserie o película para televisión. | Anya Taylor-Joy        | Ganadora  |               |
| 2021 | Critics' Choice Awards           | Mejor miniserie o película para televisión.           | Gambito de Dama        | Ganadora  |               |
| 2021 | Premios WGA                      | Mejor guion adaptado en miniserie.                    | Gambito de Dama        | Ganadora  |               |
| 2021 | Premios del Sindicato de Actores | Mejor actriz de televisión en una miniserie           | Anya Taylor-Joy        | Ganadora  | [ 33 ]        |
| 2021 | Premios del Sindicato de Actores | Mejor actor de televisión en una miniserie            | Bill Camp              | Nominado  | [ 33 ]        |
| 2021 | Premios Emmy                     | Mejor miniserie                                       | Gambito de Dama        | Ganadora  | [ 34 ] [ 35 ] |
| 2021 | Premios Emmy                     | Mejor actriz principal en una miniserie               | Anya Taylor-Joy        | Nominada  | [ 34 ] [ 35 ] |
| 2021 | Premios Emmy                     | Mejor actriz de reparto en una miniserie              | Moses Ingram           | Nominada  | [ 34 ] [ 35 ] |
| 2021 | Premios Emmy                     | Mejor actor de reparto en una miniserie               | Thomas Brodie-Sangster | Nominada  | [ 34 ] [ 35 ] |
| 2021 | Premios Emmy                     | Mejor dirección de una miniserie                      | Gambito de Dama        | Ganadora  | [ 34 ] [ 35 ] |
| 2021 | Premios Emmy                     | Mejor guion de una miniserie                          | Gambito de Dama        | Nominada  | [ 34 ] [ 35 ] |